# Jelat
Jelat is een bestuurslaag in het regentschap Ciamis van de provincie West-Java, Indonesië. Jelat telt 5723 inwoners (volkstelling 2010).